# شرج الحامد (حريضة)

تعديل مصدري - تعديل

شرج الحامد هي إحدى قرى عزلة حريضة بمديرية حريضة التابعة لمحافظة حضرموت، بلغ تعداد سكانها 66 نسمة حسب تعداد اليمن لعام 2004.